# Jana Podlipná
Jana Podlipná (* 19. Januar 1984 in Ostrov nad Ohří, Tschechoslowakei) ist eine tschechische Schauspielerin und Regisseurin.

## Leben
Nach dem Abitur am Karlsbader Gymnasium studierte sie an der Fachhochschule für Schauspiel in Prag. Gleich nach dem Absolutorium begann sie, Regie und Dramaturgie an der Janáček-Akademie für Musik und darstellende Künste in Brünn zu studieren. Ihr Schauspiel- und Regiestudium setzte sie dann am Max Reinhardt Seminar der Universität für Musik und darstellende Kunst Wien fort.
In der Saison 2009–2010 arbeitete sie am Schauspielhaus Graz als Regieassistentin. Danach spielte sie in deutschsprachigen und tschechischen Filmen und TV-Serien und war am Schauspielhaus Graz, am Řeznická Theater Prag und am Marta Theater Brno als Regisseurin und Dramaturgin beschäftigt. Sie übersetzte die Theaterstücke Schwarzes Tier Traurigkeit von Anja Hilling und Das Leben hält bis zuletzt Überraschungen bereit von Guy Helminger ins Tschechische.

## Kino
- 2006: Ich habe  den englischen König bedient (Obsluhoval jsem anglického krále), Regie Jiří Menzel
- 2008: Minuta do dvanácté, Regie David Nedoma – Schauspielpreis für beste Schauspielerin in Hauptrolle – Festival PAF 2009, Prag
- 2010: 3faltig, Regie Harald Sicheritz
- 2010: Faust, Regie Alexander Sokurov

## TV
- 2007: Boží duha, Regie Jiří Svoboda, Fernsehfilm
- 2007: Ordinace v růžové zahradě, Regie Moris Issa
- 2007: Letiště (deutsch: Flughafen), Regie Radim Špaček
- 2008: Taco und Kaninchen, Regie Tanja Roitzheim
- 2010: Schnell ermittelt – Ivanka, Regie Michi Riebl
- 2010: Seine Mutter und ich, Regie Wolfgang Murnberger
- 2010: Die Gipfelzipfler, Regie Harald Sicheritz
- 2010: SOKO Kitzbühel – Auf Liebe und Tod, Regie Olaf Kreinsen
- 2010: Alpenklinik – Liebe heilt die Wunden, Regie Peter Sämann
- 2013: Mediator, Regie Sabine Derflinger
- 2013: Die Auslöschung, Regie Nikolaus Leytner
- 2016: Landkrimi – Drachenjungfrau
- 2022: Landkrimi – Zu neuen Ufern (Fernsehreihe)

## Kurzfilme
- 2007: Kočka a internet, Regie Mikoláš Orlický
- 2007: Dominik, Regie Arťom Krukovič
- 2008: Ecphronia, Regie Mikoláš Orlický

## Theater (Auswahl)
- Melodram Ariadna auf Naxos von Georg Anton Benda, Dirigent Roman Válek
- Peter und Wolf von Sergei Prokofjev, Dirigent Alexander Apolín
- Möwe von Anton Pawlowitsch Tschechov, Regie Václav Martinec
- Einakter von Henri Pierre Cami, Regie Jaroslav Šmíd und Tomáš Pavelka, Rolle : Lukretia Borgia
- Blutroman von Josef Váchal, Regie Tomáš Pavčík, Rolle Elzevíra